# Денотат
Денота́т (от лат. denotatum «обозначенное») — обозначаемый предмет. Термин может употребляться в различных значениях, рассмотренных ниже.

## Денотат как референт

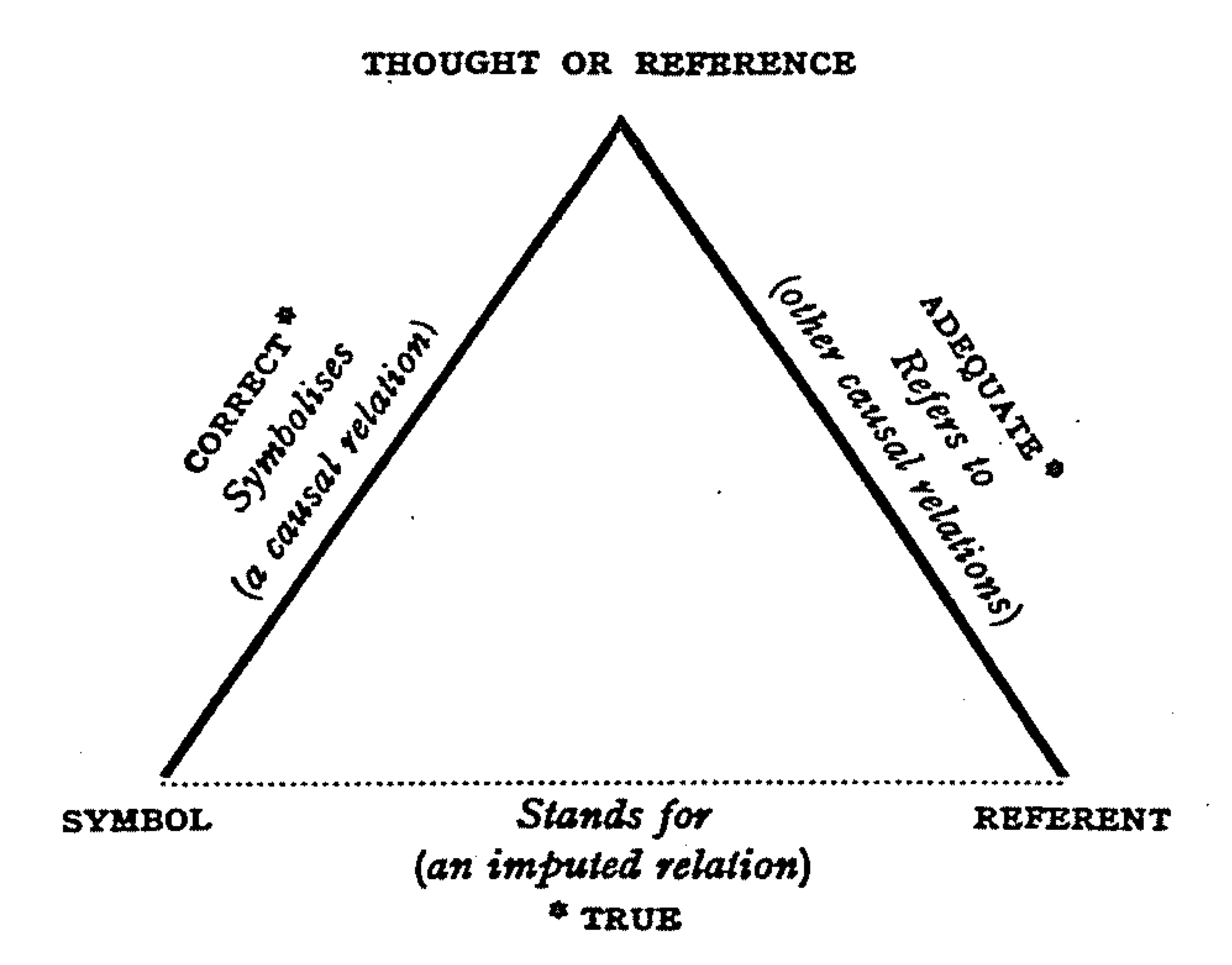
«Семиотический треугольник» Огдена-Ричардса: слово — понятие — вещь

Денотат речевого отрезка — референт в определении американских семасиологов Ч. Огдена и А.А. Ричардса, одна из трёх «вершин» семиотического треугольника, предложенных ими для иллюстрации понятия знак: англ. symbol («слово») — англ. thought or reference («понятие, мысль») — англ. referent («вещь»).
В этом значении является русским эквивалентом термина нем. Bedeutung (Г. Фреге) и англ. denotation (Б. Рассел, А. Чёрч). «Логический треугольник» Г. Фреге из его работ конца XIX в. выглядел как: знак (нем. Form) — денотат (нем. Bedeutung) — концепт (нем. Sinn). Юрий Лотман определяет денотат как «обозначаемый объект».

## Денотат как экстенсионал или элемент экстенсионала
Денотат абстрактной единицы языка (обычно — лексической) — множество объектов действительности, которые могут этой единицей именоваться в соответствии с её значением в языке. Этот термин берёт своё начало от понятия англ. denotation английского мыслителя Дж. С. Милля, был позднее подхвачен К. И. Льюисом, У. О. Куайном и другими. Соответствует объёму понятия в традиционной логике и экстенсионалу Р. Карнапа.
В простых случаях денотат содержит конечное или бесконечное число конкретных вещей, свойств, ситуаций, действий и т. п. Например, денотатом слова «материк» являются: Евразия, Африка, Северная Америка, Южная Америка, Антарктида, Австралия.
Денотатом может считаться также элемент экстенсионала, последний в этом случае можно рассматривать как класс денотатов.

## Денотат как десигнат
Денотат (от лат. denoto — обозначаю) в логике и семантике — десигнат, то есть предмет или класс предметов, обозначаемых нарицательным именем некоторого языка (в формализованном языке — термом (константой) или предметной переменной).
Тем не менее, денотат следует отличать от десигната — идеального объекта, обозначаемого данным именем. Например, понятия воображаемых миров могут иметь непустой десигнат, но не иметь денотата.

## Денотат как семантическое ядро
Денотат может в некоторых случаях употребляться как денотативное значение — понятийное ядро значения, семантический компонент, абстрагированный от различных оттенков (коннотации).
Например, денотативным значением слов англ. father и англ. daddy будет «отец», однако первое из указанных слов имеет нейтральный оттенок (коннотацию), а второе — разговорный.